# Svidnička
Svidnička est un village de Slovaquie situé dans la région de Prešov.

## Histoire
Première mention écrite du village en 1572.

## Démographie

### Évolution de la population
| Année:               | 1994. | 2004. | 2014.   | 2024.   |
| -------------------- | ----- | ----- | ------- | ------- |
| Nombre de personnes: | 132   | 132   | 139     | 135     |
| Différence:          |       | +0 %  | +5,30 % | -2,87 % |

| Année:               | 2023. | 2024.   |
| -------------------- | ----- | ------- |
| Nombre de personnes: | 132   | 135     |
| Différence:          |       | +2,27 % |